# Chen Li-ju
Chen Li-ju (陳麗如S, Chén LìrúP; Taoyuan, 24 aprile 1981) è un'arciera taiwanese.
Per la maggior parte della sua carriera ha gareggiato con l'arco compound: nella specialità si è laureata anche campionessa mondiale a squadre femminile nel 2019, oltre a vantare, sempre con la squadra femminile, un titolo continentale (2013) ed un argento (nel 2014) e un bronzo (2018) ai Giochi asiatici; nella gara a squadre miste ha vinto un bronzo ai campionati asiatici nel 2015. Negli anni in cui ha gareggiato con l'arco ricurvo ha vinto il bronzo olimpico nella gara a squadre femminile ad Atene 2004.

## Biografia

### Giochi olimpici
La Chen fece parte della delegazione taiwanese ad Atene 2004.
Nel round di qualificazione dell'individuale femminile giunse al 45º posto; nella fase ad eliminazione diretta venne battuta al primo turno dall'indiana Sumangla Sharma.
Fece parte anche del terzetto che arrivò terzo nel torneo a squadre femminile. Le taiwanesi, accreditate del terzo punteggio delle qualifiche, sconfissero il Giappone agli ottavi e la Germania ai quarti, ma vennero sconfitte in semifinale dalla Cina. Vinsero la medaglia di bronzo nella finalina contro la Francia.

### Campionati mondiali
La Chen ha preso parte a cinque edizioni dei campionati mondiali e ad una dei mondiali indoor.
L'unica partecipazione mondiale con l'arco olimpico fu a Madrid 2005: nell'individuale fu 69ª nel turno di qualificazione, mancando l'accesso alla fase ad eliminazione diretta. Nelle qualificazioni della gara a squadre le taiwanesi ottennero l'undicesimo posto, sufficiente per accedere al tabellone principale, dove tuttavia furono eliminate al primo turno dalla Russia.
Con l'arco compound ha preso parte ai mondiali indoor di Firenze 2001: nell'individuale fu 21ª mentre la squadra taiwanese fu 8ª.
Nelle prime tre presenze ai mondiali nell'arco compound gareggiò solo nell'individuale: a Pechino 2001 (46ª posizione finale), New York 2003 (50ª posizione) e Ulsan 2009 (39ª posizione).
Tornò a disputare entrambe le gare in occasione dei mondiali di 's-Hertogenbosch nel 2019. Giunse 40ª nelle qualificazioni dell'individuale femminile, venendo eliminata al terzo turno della fase finale. Nel round di qualificazione della gara a squadre femminile la squadra di Taipei Cinese, composta da Chen Li-ju, da Chen Yi-Hsuan e da Huang I-jou, giunse nona. Nella fase ad eliminazione diretta sconfisse nell'ordine Russia, Colombia, Turchia e Stai Uniti, andando a vincere il titolo mondiale.
Ai mondiali di Berlino 2023 venne eliminata ai quarti di finale della gara individuale (era stata 36a in qualifica), mentre la squadra taiwanese (composta da Chen Li-ju, Chen Yi-Hsuan e Wang Lu-Yun) non riuscì a difendere il titolo femminile, venendo eliminata dall'India ai quarti di finale.

### Giochi asiatici
La Chen prese parte al torneo di tiro con l'arco dei XVII Giochi asiatici disputati ad Incheon nel 2014. Nell'individuale femminile con l'arco compound, l'8º posto nel turno di qualificazione le valse l'accesso al secondo turno della fase ad eliminazione diretta, dove venne tuttavia sconfitta. Nella gara a squadre le taiwanesi ottennero il terzo posto nelle qualificazioni, guadagnandosi un bye agli ottavi; batterono poi le Filippine e l'India, prima di essere sconfitte in finale dalla Corea del Sud.
Quattro anni dopo, ai giochi asiatici di Giacarta 2018 per l'arco compound si disputò solo la gara a squadre: Taipei Cinese fu terza nelle qualificazioni, guadagnando così l'accesso diretto ai quarti di finale, dove sconfissero la Malesia. In semifinale furono sconfitte dall'India, ma ebbero la meglio sull'Iran nella finale per il bronzo.

### Campionati asiatici
Sempre con l'arco compound ha disputato quattro edizioni dei campionati asiatici di tiro con l'arco.
A livello individuale, il miglior risultato è il quarto posto dell'edizione 2013, giocata in casa.
Nelle gare a squadre vanta due medaglie: nella gara a squadre miste vinse, in coppia con Kung Lin-hsiang, la medaglia di bronzo a Bangkok 2015; Nell'edizione di due anni prima, giocata in casa, le atlete taiwanesi vinsero il titolo continentale nella finale contro le arciere iraniane.

### Universiade
La Chen ha vinto una medaglia anche al torneo di tiro con l'arco alla XXV Universiade: l'oro nella gara a squadre femminile con arco compound.